# Instrument dentaire

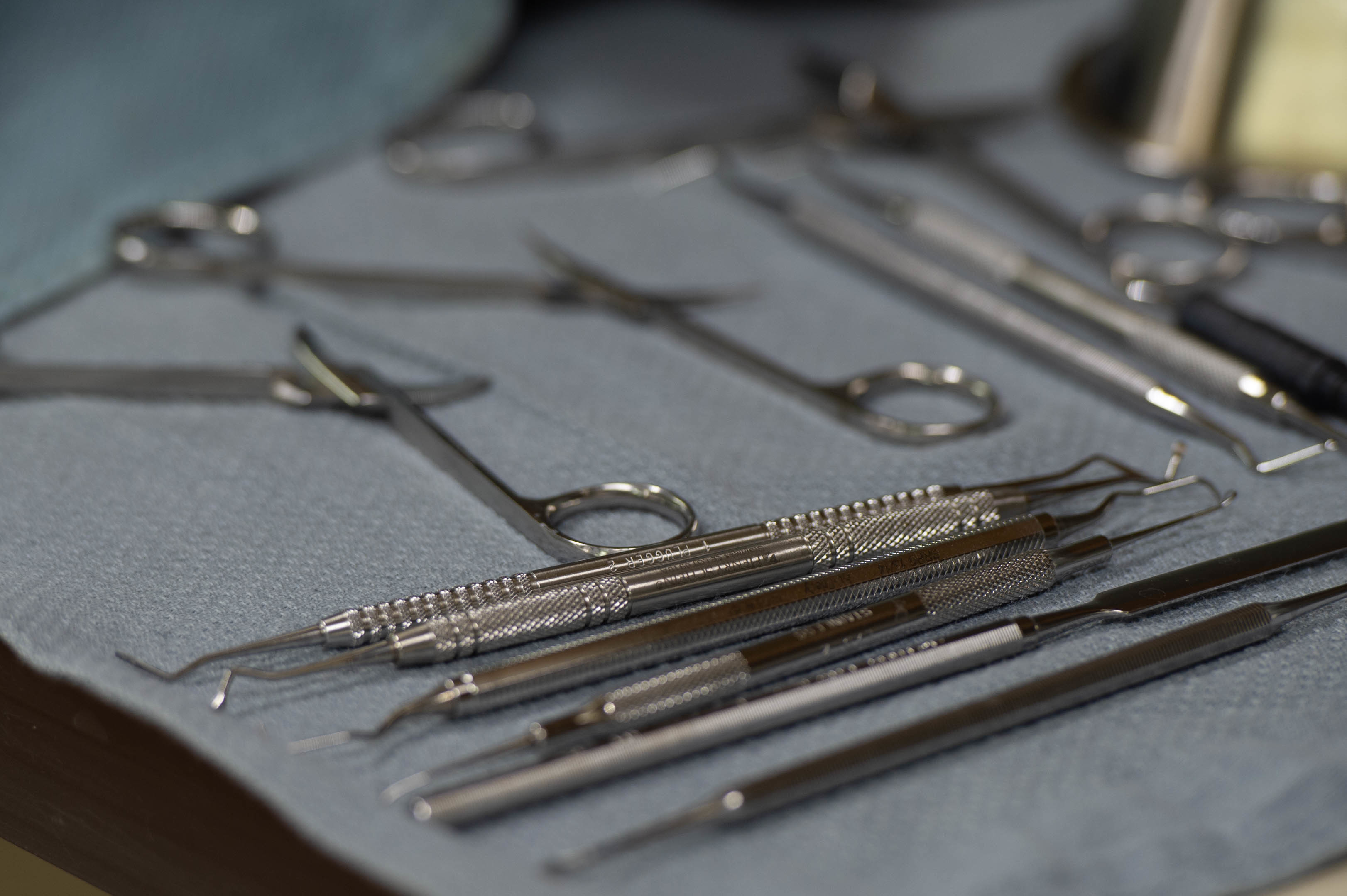
Instruments dentaires

Un instrument dentaire est un outil utilisé par les dentistes pour dispenser un traitement dentaire. Cela inclut les outils utilisés pour examiner, manipuler, restaurer ou retirer les dents et les structures orales les encerclant.
Les instruments standards sont les instruments utilisés pour examiner, restaurer et extraire les dents, et manipuler les tissus.

## Instruments d'examen
Ces outils permettent au dentiste de manipuler les tissus, afin de permettre un meilleur accès visuel pendant le traitement ou pendant l'examen dentaire.

### Miroirs et sondes
Les miroirs dentaires sont utilisés par le ou la dentiste ou son assistant(e) afin de voir un reflet des dents à des zones difficiles ou impossibles à voir à l’œil nu. Ils sont aussi utiles pour la lumière qui reflète sur les surfaces désirées, la vision indirecte, et avec la rétraction des tissus mous afin d'améliorer l'accès ou la vision.

### Fraises dentaires
Les pièces à main dentaires se présentent sous diverses formes, comprenant : air à grande vitesse, faible vitesse, adhérence de frottement, pièce à main chirurgicale.

### Crampons
Les crampons dentaires à surface incisive sont composés de carbure de tungstène, d'une pointe recouverte d'une foreuse ou d'une pointe d'acier inoxydable.